# Dimtakt
dimtakt（ディムタクト）とは、やくしまるえつこがライブの演奏やレコーディングで度々使用する、やくしまるえつこオリジナル杖型の”9次元楽器”である。開発は真鍋大度による。

## 概要
内部にセンサーが複数埋め込んであり、ミリ単位で方位や位置や傾きなどの情報を把握し、やくしまるがdimtaktを操ることによって美しいメロディから攻撃的なノイズまで、あらゆる音色が発せられる。

## エピソード
やくしまるは、dimtaktを開発する際のアイディアについて「空間をもっと有機的に使いたいということ、また、既存の楽器よりも気分屋で、人間の身体よりも平熱の低いわがままなマシンで演奏をしたいと思ったところから始まりました。」と述べている。
やくしまるは、dimtaktをレコーディングで使用する際のイメージとして「……。音色にとても有機的な特色を持っていながら、音作りの幅広さも兼ね備えている楽器なので、サウンド全体のバランスを聴きながらレコーディングの最終段階で入れることが多いですね。」と述べている。

## dimtakt収録音源
- 相対性理論 (バンド)
  - TOWN AGE
  - 天声ジングル
- やくしまるえつこ
  - ヤミヤミ・ロンリープラネット
  - RADIO ONSEN EUTOPIA
  - X次元へようこそ/絶対ムッシュ制
  - Flying Tentacles
  - ニュームーンに恋して/Z女戦争
  - わたしは人類
- 花澤香菜
  - こきゅうとす